# Hans Imelmann
Hans Imelmann (Hannover, 14 maggio 1897 – nei pressi di Miraumont, 23 gennaio 1917) è stato un aviatore tedesco, asso dell'aviazione durante la prima guerra mondiale accreditato di 6 vittorie aeree.

## Biografia
Hans Imelmann nasce ad Hannover, città dell'Impero tedesco, il 14 maggio 1897.
Il suo primo compito a servizio dell'aviazione militare è stato quello di pilota del Fokker Eindecker in una delle prime unità da combattimento aereo, la Kampfeinsitzerkommando (Comando caccia monoposto) Metz, nel 1916. Viene poi selezionato da Oswald Boelcke come pilota per la nuova squadriglia di caccia della Germania, la Jagdstaffel 2, al momento della sua formazione. Tra il 10 ottobre e il 20 dicembre 1916 gli vengono accreditate sei vittorie aeree confermate.
La terza vittoria di Imelmann fu ottenuta il 26 ottobre ai danni del Nieuport 17 n. A162 del N. 60 Squadron RFC che prese fuoco, ma il suo pilota, l'asso britannico Ernest Foot, in qualche modo sfuggì illeso atterrando in emergenza.
Il 23 gennaio 1917, Imelmann viene attaccato da un Royal Aircraft Factory B.E.2 appartenente al No. 4 Squadron della Royal Flying Corps nei pressi di Miraumont, Francia. Una raffica di mitra partita dal biposto britannico, colpendo il serbatoio del carburante del velivolo tedesco, fa precipitare Imelmann in fiamme. Hans Imelmann è ricordato come uno dei primi assi uccisi in azione nel 1917.